# Deer Canyon
Deer Canyon es un lugar designado por el censo ubicado en el condado de Torrance en el estado estadounidense de Nuevo México. En el Censo de 2020 tenía una población de 74 habitantes y una densidad poblacional de 3,57 habitantes por km². Fue incluido como CDP en el censo de 2020.

## Geografía
Deer Canyon se encuentra ubicado en las coordenadas 35°29′16″N 108°51′27″O / 35.48778, -108.85750. Según la Oficina del Censo de los Estados Unidos,  tiene una superficie total de 20,71 km², todos correspondientes a tierra firme.